# Championnat d'Espagne de football 1943-1944
Navigation
Primera División 1942-43 Primera División 1944-45
Le championnat d'Espagne de football 1943-1944 est la 13e édition du championnat. La compétition est remportée par le club du Valence CF. Organisé par la Fédération espagnole de football, le championnat se dispute du 26 septembre 1943 au 9 avril 1944.
Le club valencien l'emporte avec six points d'avance sur l'Atlético Aviación et huit sur le Séville CF. C'est le deuxième titre des « Los Murcièlagos » en championnat. 
Le système de promotion/relégation ne change pas : descente et montée automatique, sans matchs de barrage pour les deux derniers de première division et les deux premiers de deuxième division, match de barrage pour les onzième et douzième de première division face aux troisième et quatrième de deuxième division. En fin de saison, le promu, la Real Sociedad, et le Celta Vigo, sont relégués en deuxième division. Ils sont remplacés la saison suivante par le Real Sporting de Gijón et le Real Murcie. L'Espanyol Barcelone et le Deportivo La Corogne conservent leur place en première division après les matchs de barrages.
L'attaquant espagnol Mundo, du Valence CF, termine meilleur buteur du championnat avec 28 réalisations.

## Règlement de la compétition
Le championnat de Primera División est organisé par la Fédération espagnole de football, il se déroule du 26 septembre 1943 au 9 avril 1944.
Il se dispute en une poule unique de 14 équipes qui s'affrontent à deux reprises, une fois à domicile et une fois à l'extérieur. L'ordre des matchs est déterminé par un tirage au sort avant le début de la compétition.
Le classement final est établi en fonction des points gagnés par chaque équipe lors de chaque rencontre : deux points pour une victoire, un pour un match nul et aucun en cas de défaite. En cas d'égalité de points entre deux ou plusieurs de clubs en fin de championnat, le classement se fait à la différence de buts. L'équipe possédant le plus de points à la fin de la compétition est proclamée championne. En fin de saison, les deux derniers du championnat sont relégués en Segunda División et remplacés par les deux premiers de ce championnat. Un match de barrage est disputé, sur terrain neutre à Madrid, pour les onzième et douzième de première division face aux troisième et quatrième de deuxième division. Les vainqueurs de ces confrontations accèdent ou restent en Primera División.

## Équipes participantes
Cette saison de championnat se déroule à 14 équipes. Le CE Sabadell fait ses débuts en Primera División.
| \| A. Bilbao Grenade CF Séville CF Celta Vigo Real Oviedo CA Aviación Real Madrid CF Barcelone Espanyol CD Castellón CE Sabadell Real Sociedad Valence CF D. La Corogne \| Localisation des clubs engagés dans le championnat. |
| A. Bilbao Grenade CF Séville CF Celta Vigo Real Oviedo CA Aviación Real Madrid CF Barcelone Espanyol CD Castellón CE Sabadell Real Sociedad Valence CF D. La Corogne                                                           |

| Clubs                    | Ville                 | Stade           |
| ------------------------ | --------------------- | --------------- |
| Atlético Bilbao          | Bilbao                | San Mamés       |
| Club Atlético Aviación   | Madrid                | Metropolitano   |
| CF Barcelone             | Barcelone             | Las Corts       |
| Club Deportivo Castellón | Castellón de la Plana | El Sequiol (es) |
| Celta Vigo               | Vigo                  | Balaidos        |
| Deportivo La Corogne     | La Corogne            | Riazor          |
| Espanyol Barcelone       | Barcelone             | Sarriá          |
| Grenade CF               | Grenade               | Los Cármenes    |
| Real Oviedo              | Oviedo                | Buenavista      |
| Real Madrid              | Madrid                | Chamartín       |
| Séville CF               | Séville               | Nervión         |
| CE Sabadell              | Sabadell              | Cruz Alta       |
| Real Sociedad            | Saint-Sébastien       | Atocha          |
| Valence CF               | Valence               | Mestalla        |

## Classement
| Rang | Équipe               | Pts | J  | G  | N | P  | Bp | Bc | Diff |
| ---- | -------------------- | --- | -- | -- | - | -- | -- | -- | ---- |
| 1    | Valence CF           | 40  | 26 | 18 | 4 | 4  | 73 | 32 | +41  |
| 2    | Atlético Aviación    | 34  | 26 | 15 | 4 | 7  | 66 | 49 | +17  |
| 3    | Séville CF           | 32  | 26 | 12 | 8 | 6  | 60 | 46 | +14  |
| 4    | Real Oviedo          | 29  | 26 | 12 | 5 | 9  | 71 | 47 | +24  |
| 5    | CD Castellón         | 29  | 26 | 13 | 3 | 10 | 42 | 36 | +6   |
| 6    | CF Barcelone         | 28  | 26 | 10 | 8 | 8  | 59 | 46 | +13  |
| 7    | Real Madrid          | 28  | 26 | 11 | 6 | 9  | 48 | 38 | +10  |
| 8    | Grenade CF           | 26  | 26 | 9  | 8 | 9  | 41 | 46 | -5   |
| 9    | CE SabadellP         | 25  | 26 | 11 | 3 | 12 | 53 | 60 | -7   |
| 10   | Atlético BilbaoT,C   | 25  | 26 | 10 | 5 | 11 | 47 | 51 | -4   |
| 11   | Espanyol Barcelone   | 23  | 26 | 9  | 5 | 12 | 42 | 50 | -8   |
| 12   | Deportivo La Corogne | 19  | 26 | 6  | 7 | 13 | 35 | 64 | -29  |
| 13   | Real SociedadP       | 17  | 26 | 5  | 7 | 14 | 34 | 54 | -20  |
| 14   | Celta Vigo           | 9   | 26 | 2  | 5 | 19 | 23 | 75 | -52  |

- Champion
- Barrages de relégation
- Relégation en Segunda División

Barrages de promotion :
Les barrages se jouent sur une rencontre unique disputée sur terrain neutre à Madrid : Dans la première rencontre, Espanyol Barcelone l'emporte 7-1 face au CD Alcoyano, dans l'autre rencontre Deportivo La Corogne l'emporte 4-0 sur le CD Constancia. Les deux clubs conservent leur place en division 1,.

## Récompenses
L'attaquant espagnol Mundo, joueur du Valence CF termine meilleur buteur du championnat avec 28 réalisations. Il devance Esteban Echevarría (es), du Real Oviedo, auteur de 25 buts et Mariano Martín du CF Barcelone qui inscrit 23 buts.
Le meilleur gardien du championnat est Ignacio Eizaguirre du Valence CF.

## Bilan de la saison
| Championnat d'Espagne de football 1943-1944 |                        |
| Champion                                    | Valence CF (2e titre)  |
| Dauphin                                     | Atlético Aviación      |
| Coupes et trophées                          |                        |
| Vainqueur de la Coupe d'Espagne 1943-1944   | Atlético Bilbao        |
| Promotions et relégations                   |                        |
| Promus en Primera División                  | Real Sporting de Gijón |
| Promus en Primera División                  | Real Murcie            |
| Relégués en Segunda División                | Real Sociedad          |
| Relégués en Segunda División                | Celta Vigo             |